# Camptodontium cryptodon
Camptodontium cryptodon är en bladmossart som beskrevs av Hermann Johann O. Reimers 1936. Camptodontium cryptodon ingår i släktet Camptodontium och familjen Dicranaceae. Inga underarter finns listade i Catalogue of Life.